# Dumenkî, Hmilnîk
Dumenkî (în ucraineană Думенки) este un sat în comuna Lozova din raionul Hmilnîk, regiunea Vinnița, Ucraina.

## Demografie
Componența lingvistică a localității Dumenkî
     Ucraineană (99,18%)
     Alte limbi (0,82%)
Conform recensământului din 2001, majoritatea populației localității Dumenkî era vorbitoare de ucraineană (99,18%), existând în minoritate și vorbitori de alte limbi.